# Rybníky (Znojmói járás)
Rybníky település Csehországban, a Znojmói járásban. Rybníky Dobelice, Dolní Dubňany, Petrovice, Moravský Krumlov, Tulešice, Lesonice és Vémyslice településekkel határos. Lakosainak száma 452 fő (2024. január 1.).

## Népesség
A település lakosságának változását az alábbi diagram mutatja:
| Lakosok száma | 482  | 540  | 601  | 495  | 472  | 375  | 405  | 441  | 451  | 452  |
|               | 1869 | 1890 | 1921 | 1950 | 1980 | 2001 | 2017 | 2019 | 2022 | 2024 |